# 镇江市文化广电产业集团
镇江市文化广电产业集团（英語：Zhenjiang Media & Culture Industrial Group），加挂镇江市广播电视台牌子，电视部门及广播部门仍保留镇江电视台和镇江人民广播电台的呼号，是江苏省镇江市一家主要从事广播电视节目制作、播出的事业单位兼国有企业，成立于2010年2月5日。

## 历史

### 镇江人民广播电台
1951年3月1日，鎮江市有線廣播站成立，隸屬鎮江市文化館。1954年，鎮江市有線廣播站固定轉播中央人民廣播電台和江蘇人民廣播電台部分節目。1958年8月，丹徒縣有線廣播站併入鎮江市有線廣播站，鎮江市有線廣播站更名為鎮江市廣播站；同年12月，鎮江市廣播修理站也併入鎮江市廣播站。1962年5月1日，鎮江市廣播站和丹徒縣廣播站重新分開。1966年1月1日，鎮江市廣播站更名為鎮江市人民有線廣播電台。1969年6月，鎮江市人民有線廣播電台更名為鎮江市有線廣播站。1970年10月1日，鎮江市有線廣播站電視轉播台完工，站內增設電視組。1975年12月，鎮江市有線廣播站更名為鎮江市人民廣播站，鎮江市人民廣播站電視組對外稱鎮江電視轉播台。
镇江人民广播电台成立于1983年10月20日，在镇江市广播站的基础上筹建；1984年3月20日开始试播，同年4月20日正式播音。

### 镇江电视台
镇江电视台的前身可以追溯到成立于1970年10月1日的镇江电视转播台。1970年5月，原江苏省广播事业局批准成立镇江电视转播台。台址设在市区西南5公里的九华山山巅，海拔高度185米。该台最初每晚（除周一）转播从无锡电视转播台转播的上海电视台节目，后因附近其他转播台发生同频干扰，改为转播南京电视台节目。1979年3月，该台开始转播中央广播电视大学的教育节目。自1980年10月1日开始，镇江电视转播台每天开始在5频道转播中国中央电视台第一套节目和中央广播电视大学教学节目，在7频道转播上海电视台节目。1982年10月，该台不再使用黑白电视发射机发射信号。
1984年8月，镇江电视台开始筹建；9月30日，经中华人民共和国广播电影电视部批准成立镇江电视台，10月1日在7频道试播自办新闻节目。1985年10月5日正式开播。台址设在老城区蛤蟆院38号，电视信号仅覆盖市区及近郊。1987年3月14日，镇江电视台加开30频道转播中央电视台第二套节目；1990年8月14日，该台又用22频道转播上海电视台第一套节目，从此第7频道仅播出自办节目。
1988年3月．台址搬迁至观音桥巷55号。1989年8月22日，因市县微渡网开通．镇江电视台通过微波传送，经丹阳、句容、扬中电视转播台转播，信号覆盖全市人口达90％。
2010年2月5日，镇江人民广播电台、镇江电视台等单位合并组建镇江市广播电视台。

## 电视频道及节目
新闻综合频道
- 新闻镇江
- 晚安镇江
- 镇江故事
- 新闻相对论
- 地产风云

社会民生频道
- 看见大市口
- 法治进行时
- 一起镇江
- 健康保和堂

城市资讯频道
- 镇视调查

## 广播频率
- 新闻频率（FM104）
- 交通频率（FM88.8）
- 音乐频率（FM96.3）
- 城市商业频率（FM90.5）
- 私家车频率（FM102.7）
- 健康频率（FM94）